# 슈가 앤 스파이스
《슈가 앤 스파이스》(영어: Sugar & Spice)는 2001년 개봉한 미국의 청춘 블랙 코미디 영화이다. 프랜신 맥두걸이 감독을, 로나 윌리엄스가 각본을 맡았다. 말라 소콜로프, 말리 셸턴, 미나 서바리 등이 출연하였다.
평단으로부터 엇갈린 평가를 받았다.

## 출연진
- 말라 소콜로프 - 리사 "정보제공자" 재누시 역
- 말리 셸턴 - 다이앤 "기획자" 웨스턴 역
- 멀리사 조지 - 클리오 "스토커" 밀러 역
- 미나 서바리 - 캔자스 "반역자" 힐 역
- 세라 마시 - 루시 "두뇌" 휘트먼 역
- 레이철 블랜처드 - 해나 "처녀" 월드 역
- 제임스 마즈든 - 존 "잭" 바틀릿 역
- 알렉산드라 홀든 - 펀 "종결자" 로저스 역
- W. 얼 브라운 - 행크 로저스 역
- 숀 영 - 힐 부인 역
- 애덤 부시 - 기크 역
- 제이크 호프먼 - 테드 역
- 제리 스프링어 - 본인 역

## 우리말 녹음
SBS 성우진 (2005년 11월 13일)
- 박소라 - 다이앤(말리 셸턴)
- 김서영 - 리사(말라 소콜로프)
- 이명선 - 클리오(멀리사 조지)
- 김아영 - 캔자스(미나 서바리)
- 장은숙 - 해나(레이철 블랜처드)
- 오주연 - 루시(세라 마시)
- 엄상현 - 잭(제임스 마즈든)
- 김정아 - 펀(알렉산드라 홀든)
- 임은정
- 최향윤
- 변종필
- 임채헌
- 박찬희
- 방성준